# José Luis Borgoño Vergara
José Luis Borgoño Vergara fue un profesor y político liberal chileno. Nació en Santiago, el 26 de abril de 1811. Falleció en Valparaíso, el 7 de septiembre de 1876. Hijo de José Manuel Borgoño Núñez y Mercedes Vergara Donoso. Casado con Margarita Maroto Cortés. 
Estudió en el Instituto Nacional y viajó luego a España donde se especializó en la docencia. Regresó a Chile y destacó en el Instituto siendo profesor de inglés. En 1839 promovió la organización de una sociedad destinada al estudio de la historia nacional.
Militante del Partido Liberal, fue elegido diputado suplente por Limache en 1867, pero nunca logró incorporarse como titular.
Senador propietario por la Provincia de Coquimbo (1870-1879), integrando la comisión permanente de Negocios Eclesiásticos.